# 猪村優仁
猪村 優仁（いむら まさひと、1991年6月15日 - ）は、日本のラグビー選手。

## プロフィール
- 大阪府出身[1]。
- ポジションはスタンドオフ(SO)。
- 身長 173cm、体重 78kg
- ニックネームはいむら。
- 関東大学学生代表に選ばれたことがある[2]。
- U20日本代表に選ばれたことがある[3]。

## 来歴
2010年、常翔啓光学園高校卒業後、法政大学に入る。なお常翔啓光学園高校時代、高校日本代表候補に選ばれたことがある。
2014年、法政大学卒業後、NTTドコモレッドハリケーンズに加入。
2018年、NTTドコモレッドハリケーンズを退団した。